# Sinovi anarhije
Sinovi anarhije (eng. Sons of Anarchy) je američka televizijska dramska serija redatelja Kurta Suttera o životu pripadnika motorističkog kluba koji se bave kriminalnim djelatnostima. Radnja serije smještena je u Charming, izmišljeni gradić u sjevernoj Kaliforniji. Glavni protagonist serije je Jackson "Jax" Teller (Charlie Hunnam), potpredsjednik kluba, koji kroz seriju proispituje sebe i sam Klub čiji je član.
Serija je premijerno prikazana 3. rujna 2008. na američkom televizijskom kanalu FX. Druga sezona serije počela se emitirati 8. rujna 2009., a treća 7. rujna 2010. Treća sezona u prosjeku je privukla 4,9 milijuna gledatelja tjedno, čime su Sinovi anarhije postali najgledanija serija postaje FX, nadmašivši Vatrene dečke, Reži me i The Shield.
7. listopada 2010. objavljena je vijest da će se snimati i četvrta sezona Sinova anarhije.

## Glumci i likovi
Sinovi anarhije je priča o životu obitelji Teller-Morrow iz izmišljenog kalifornijskog grada Charminga, kao i članova motociklističkog kluba Sinovi anarhije (SAMCRO, eng. Sons of Anarchy Motorcycle Club, Redwood Original), njihovih obitelji, značajnijih stanovnika Charminga te njihovih saveznika i protivnika u mnogim legalnim i ilegalnim poslovima.
Budući da se Sinovi anarhije uglavnom bave kriminalnim djelatnostima (trgovina oružjem, zaštita) često su u sukobima s drugim bandama kao što su Maje, Nordi, Prava IRA, 1-9, Aryansko bratstvo (AB) i seperatistilka grupa bijelaca, nazvana Liga američkih nacionalista (LOAN, eng. League of American Nationalists).

### Glavna postava
- Charlie Hunnam kao Jax Teller
- Katey Sagal kao Gemma Teller Morrow
- Ron Perlman kao Clay Morrow
- Maggie Siff kao Dr. Tara Knowles
- Mark Boone Jr. kao Bobby Elvis
- Dayton Callie kao policijski šerif Wayne Unser
- Kim Coates kao Tig Trager
- Tommy Flanagan kao Chibs
- Ryan Hurst kao Opie Winston
- Johnny Lewis kao Kip 'Half Sack' Epps (1. i 2. sezona)
- William Lucking kao Piney Winston
- Theo Rossi kao Juice Ortiz

### Gostujuća postava
- Taylor Sheridan kao David Hale
- Drea de Matteo kao Wendy Case
- Ally Walker kao agent June Stahl
- Sprague Grayden kao Donna Winston
- Kurt Sutter kao Veliki Otto
- Dendrie Taylor kao Luann Delany
- Emilio Rivera kao Marcus Alvarez
- Mitch Pileggi kao Ernest Darby
- Jamie McShane kao Cameron Hayes
- David LaBrava kao Happy
- Titus Welliver kao Jimmy O
- Henry Rollins kao AJ Weston
- Adam Arkin kao Ethan Zobelle
- Hal Holbrook kao Nate Madock

## Epizode
| SINOVI ANARHIJE | SINOVI ANARHIJE | SINOVI ANARHIJE  | SINOVI ANARHIJE    | SINOVI ANARHIJE  | SINOVI ANARHIJE   |
| Sezona          | Br. epizoda     | Premijera sezone | Finale sezone      | Prosj. gledanost | DVD izdanje       |
| --------------- | --------------- | ---------------- | ------------------ | ---------------- | ----------------- |
| 1. sezona       | 13              | 3. rujna 2008.   | 26. studenog 2008. | 2,21 milijuna    | 18. kolvoza 2009. |
| 2. sezona       | 13              | 8. rujna 2009.   | 1. prosinca 2009.  | 3,67 milijuna    | 31. kolvoza 2010. |
| 3. sezona       | 13              | 7. rujna 2010.   | 30. studenog 2010. | 4,9 milijuna     | ???               |

## Priča

### Koncept
Sinovi anarhije (eng. Sons of Anarchy (SOA)) je motoristički klub čiji su članovi skupina odmetnika koji imaju svoje podružnice u SAD-u (Kalifornija, Nevada) i inozemstvu. Serija je fokusirana na skupinu koja je utemeljila Sinove anarhije - Sons of Anarchy Motorcycle Club, Redwood Original (akronim SAMCRO) ili skraćeno Sam Crow. Ovaj nadimak označava izvorni naziv serije - Forever Sam Crow. Redwoodska skupina ima sjedište u kalifornijskom gradiću Charmingu. Kriminalne radnje prikrivaju se automehaničarskom radionicom Teller-Morrow. Na čelu skupine je Clay Morrow koji svoj klub štiti putem korumpiranja lokalnog šerifa, bliskim odnosima s Charminškom zajednicom te metodama nasilnog zastrašivanja.
Članovi Kluba nose jakne poznate pod nazivom "kuttes" (jakne s odrezanim rukavima). Na jakni je oslikana smrt (eng. grim reaper) koja umjesto kose, u rukama ima jurišnu pušku M16 s krvavom oštricom na cijevi puške. Smrt u drugoj ruci ima kristalnu kuglu sa slovom A (anarhija). Samo puni član Kluba može nositi jaknu s tom slikom. Također, postoje i druge slikovne oznake na jaknama članova, koje nose određenu poruku. Npr. "Men Of Mayhem" je oznaka koju nose članovi Kluba koji su za njega prolili krv, dok oznaku "First 9" nose samo originalnih devet članova koji su osnovali Sinove anarhije. Jax Teller nosi bejzbolsku kapu na kojoj piše "Reaper Crew", dok Tara Knowles i Gemma Teller Morrow imaju tetovaže vrane.
Sinovi voze Harley-Davidson motore te tokom dana rade u automehaničarskoj radionici Teller-Morrow ili lokalnoj industriji. Međutim, primarni oblik zarade svodi se na ilegalan uvoz oružja, njegovom modificiranju i prodaji bandama u East Bayu u San Franciscu, koje se bave prodajom droge. Također, kod lokalnih poduzeća zarađuju na poslovima zaštite kamiona koji prevoze robu.
Sinovi anarhije drže podalje od Charminga krijumčare metamfetaminima i dilere drogom, zbog čega su često u sukobu s bandom Nordi, koju predvodi Ernest Darby. Neprijatelji Sinova su i Maje, motociklistički klub iz Oaklanda čiji su članovi hispanoamerikanci, na čelu s Marcusom Alvarezom. Od ostalih bandi, tu su i Lin Trijada iz San Francisca (vođa Henry Lin), talijansko-američka kriminalna obitelj Cacuzza. Od ostalih bandi, to su još i Istinska IRA (eng. True IRA) iz Irske koji Sinove anarhije opskrbljuju s ruskim oružjem ilegalne proizvodnje, One-Niners, afro-američka ulična banda kojima Sinovi prodaju oružje te mnogi članovi Kluba koji su u zatvoru.
Sinovi anarhije posjeduju Teller-Morrow radionu, pokraj koje se nalazi bar s kuhinjom, sobom za vježbanje i "Kapelom", raskošnom sobom s konferencijskim stolom od crvenog drva, na kojem je urezan logo bande. U Kapeli se donose sve bitne odluke Sinova anarhije. Klub posjeduje i skriveni prostor u šumi, a nekad su imali i skladište izvan grada u kojem se čuvalo ilegalno oružje.
John Teller i Piermont "Piney" Winston su osnivači kluba Sinova anarhije, kojeg su osnovali 1967. nakon povratka u domovinu iz Vijetnamskog rata u kojem su služili kao padobranci. Šest članova od "Redwoodskih originalnih 9" bili su po struci veterinari, dok je Clay Morrow bio najmlađi iz originalne postave. John Teller je umro 1993., nekoliko dana nakon teške prometne nesreće, dok se udovica Gemma preudala za Claya. Gemmin sin Jackson (Jax) kojeg ima iz veze s Johnom je potpredsjenik Sinova anarhije. Jax je u tajnoj (zabranjenoj) vezi s Tarom, liječnicom u bolnici St. Thomas.

### Sličnost s Hamletom
Dramska serija se djelomično temelji na Shakespeareovoj tragediji Hamlet. Clay Morrow prikazuje kralja Klaudija, a Gemma portretira kraljicu Gertrudu, Hamletovu majku. Između njih je Jax kao kraljević Hamlet. Opie i Tara su pod utjecajem likova Horacija i Ofelije. Jax proispituje kulturu Sinova anarhije, dok ga rođenjem vlastitog sina hvata melankolija zbog smrti oca. U knjizi je Hamlet komunicirao s ocem koji se javlja poput duha, dok u seriji Jax to vrši čitajući očev neobjavljeni dnevnik. Redatelj Kurt Sutter je na tu temu izjavio: "Nisam ga htio prikazati, ali on je tamo. To je Jaxov otac koji je osnovao klub, te je stoga duh. Pitate se što bi on napravio vidjevši kako je sve ispalo. To nije verzija Hamleta, ali je on definitivno imao utjecaj". Glumac Ron Perlman koji tumači Jaxa vjeruje da je "cijelim putem sljepljena struktura Hamleta sve do kraja" (misleći na seriju).
U pilot epizodi, vidjevši uništeno skladište, Jax kaže Clayju: "Nije lako biti kralj", a Clay mu odgovara: "Zapamtit ćeš to", što umnogome podsjeća na Hamleta. U nekoliko epizoda agent Stahl Jaxa naziva princom, poput Hamleta kojeg se u djelu često naziva kraljevićem. Također, Clay spominje da Jaxa "progoni duh vlastitog oca". Postoji i nekoliko referenci gdje se aludira na Claya kao kralja a Gemmu kao kraljicu. Tijekom jedne epizode u Gemminoj bolničkoj sobi se nalazi televizor koji prikazuje film Kralj i ja.
Tijekom zadnje epizode treće sezone, implicira se da Clay i Gemma stoje iza smrti Johna Tellera, odražavajući tako kralja Klaudija i kraljicu Gertrudu koji su sudjelovali u umorstvu Hamletova oca, danskog kralja.

## Snimanje
Sinovi anarhije snimali su se na kalifornijskoj adresi Occidental Studios Stage 5A u sjevernom Hollywoodu. Većina seta nalazila se tamo - auto radiona s prostorijama kluba, Jaxova kuća i bolnica sv. Thomasa. Te prostorije koristili su i scenaristi za pisanje scenarija te su neki njeni dijelovi preuređeni da izgledaju kao lokalna policijska postaja. Scene na otvorenom snimale su se na području Sun Valleyja and Tujunge.
Unutarnje i vanjske scene iz treće sezone gdje se radnja zbiva u Irskoj, snimljene su u Ocidental studiju i okolnim područjima.

## Prijem kod kritike
U prvoj sezoni kritika je bila podijeljena. Matthew Gilbert iz The Boston Globe rekao je: "Prva sezona ima pravi potencijal". Gina Bellafante iz New York Timesa pozitivnim je ocijenila visoke glumačke sposobnosti filmske postave, posebice Katey Sagal koja je portretirala Gemmu. Brian Lowry iz Varietyja dao je mješovit osvrt, diveći se Sutterovom stvaranju kluba i grada Charminga, ali serija u ranijim epizodama nema smjer.
U drugoj sezoni seriji je porasao broj pozitivnih recenzija. Maureen Ryan, pišući za Chicago Tribune, nazvala je drugu sezonu "zanosnom" te je pohvalila izvedbe Rona Perlmana i Katey Sagal. Stuart Levine iz Varietyja je izjavio da je nova sezona: "uvjerljiva", dajući komplimente glumačkim vještinama Perlmana, Sagal, Hunnama and Siffa. Recezent James Poniewozik je u magazinu TIME izvedbu Katey Sagal nazvao "razorno snažnom", a seriju je uvrstio na svoj popis "Top 10 Shows of 2009".
Sinovi anarhije nominirani su 2010. godine za nagradu TCA Awards. Također, Katey Sagal je nominirana za pojedinačnu nagradu za najbolju glavnu žensku ulogu.
James Poniewozik je premijeru treće sezone opisao riječima "oduzima dah" te je pohvalio izvedbu Katey Sagal s Halom Holbrookom. Kasnije je izjavio da je nestanak Abela pomogao da se serija vrati na središnji problem. Ken Tucker iz Entertainment Weekly slaže se da su scene glumaca Holbrook i Sagal "prekrasne" te je pozvao Stephena Kinga da portretira Bachmana. Također je komentirao da serija dobro obrađuje teme vezane uz odanost obitelji.
Maureen Ryan napisao je upitna vjerodostojnost priče Hectora Salazara u seriji uz napomenu da je bio inferioran ostalim negativcima kao što su Stahl, Zobelle i Weston. Međutim, pohvalio je glumu Ally Walker, uspoređujući njezin lik s likom Vic Mackey u filmu Štit.
Kritičar Alan Sepinwall rekao je kako je treća sezona "zanimljiva, ali neravnomjerna".

## Glazba
Uvodna pjesma na otvaranju serije je "This Life" koju izvode Curtis Stigers i The Forest Rangers.
8. rujna 2009. iTunes je objavio EP "Sons of Anarchy: North Country - EP" koji sadrži pet pjesama koje su svirale u seriji.
| Sons of Anarchy: North Country - EP | Sons of Anarchy: North Country - EP | Sons of Anarchy: North Country - EP | Sons of Anarchy: North Country - EP |
| #                                   | Pjesma                              | Izvođač                             | Trajanje                            |
| ----------------------------------- | ----------------------------------- | ----------------------------------- | ----------------------------------- |
| 1.                                  | This Life                           | Curtis Stigers & The Forest Rangers | 2:22                                |
| 2.                                  | Slip Kid                            | Anvil i Franky Perez                | 3:49                                |
| 3.                                  | John the Revelator                  | Curtis Stigers & The Forest Rangers | 5:34                                |
| 4.                                  | Forever Young                       | Audra Mae & The Forest Rangers      | 3:13                                |
| 5.                                  | Girl from the North Country         | Lions                               | 4:11                                |

Drugi EP, pod nazivom "Sons of Anarchy: Shelter - EP" iTunes je objavio 24. studenog 2009.
| Sons of Anarchy: Shelter - EP | Sons of Anarchy: Shelter - EP | Sons of Anarchy: Shelter - EP        | Sons of Anarchy: Shelter - EP |
| #                             | Pjesma                        | Izvođač                              | Trajanje                      |
| ----------------------------- | ----------------------------- | ------------------------------------ | ----------------------------- |
| 1.                            | Ruby Tuesday                  | Katey Sagal                          | 3:23                          |
| 2.                            | Fortunate Son                 | Lyle Workman & The Forest Rangers    | 3:26                          |
| 3.                            | Someday Never Comes           | Billy Valentine & The Forest Rangers | 4:06                          |
| 4.                            | Burn This Town                | Battleme                             | 3:04                          |
| 5.                            | Gimme Shelter                 | Paul Brady & The Forest Rangers      | 4:53                          |

Treći EP, pod nazivom "Sons of Anarchy: The King is Gone" iTunes je objavio 1. prosinca 2010.
| Sons of Anarchy: The King is Gone | Sons of Anarchy: The King is Gone | Sons of Anarchy: The King is Gone          | Sons of Anarchy: The King is Gone |
| #                                 | Pjesma                            | Izvođač                                    | Trajanje                          |
| --------------------------------- | --------------------------------- | ------------------------------------------ | --------------------------------- |
| 1.                                | No Milk Today                     | Joshua James & The Forest Rangers          | 4:01                              |
| 2.                                | Bird on the Wire                  | Katey Sagal & The Forest Rangers           | 5:05                              |
| 3.                                | Travelin' Band                    | Curtis Stiger & The Forest Rangers         | 2:18                              |
| 4.                                | Miles Away                        | The Forest Rangers                         | 4:49                              |
| 5.                                | Hey Hey, My My                    | Battleme                                   | 2:52                              |
| 6.                                | This Life (remix)                 | Curtis Stiger & The Emerald Forest Rangers | 0:39                              |

## Međunarodno prikazivanje
Serija Sinovi anarhije prikazuje se osim na sjevernoameričkom i europskom kontinentu, i u Arabskim zemljama JZ Azije i sjevera Afrike.
| Zemlja                 | Mreža           | Premijera serije    |
| ---------------------- | --------------- | ------------------- |
| Arapski svijet         | Fox Series      | 2010.               |
| Belgija                | 2BE             | 8. travnja 2010.    |
| Brazil                 | FX Brazil       | 2009.               |
| Bugarska               | BTV Cinema      | 2. travnja 2010.    |
| Danska                 | TV2             | 3. ožujka 2010.     |
| Finska                 | SUB             | 2010.               |
| Francuska              | M6              | 2009.               |
| Hrvatska               | HRTRTÉ Two      | 2010.               |
| Irska                  | RTÉ Two         | 2010.               |
| Italija                | FX Italia       | 2009.               |
| Izrael                 | HOT 3           | 2009.               |
| Kanada                 | Super Channel   | 20. listopada 2008. |
| Nizozemska             | RTL7            | 21. studeni 2010.   |
| Novi Zeland            | TV3             | 20. listopada 2010. |
| Portugal               | FX Portugal     | 2009.               |
| Španjolska             | Fox Crime       | 15. veljače 2010.   |
| Švicarska              | TSR             | 2009.               |
| Turska                 | FX Turkey       | 2009.               |
| Ujedinjeno Kraljevstvo | Bravo, Five USA | 2009.               |

## Vanjske poveznice
- Sinovi anarhije na FX-u
- Sinovi anarhije na TV.com  Arhivirana inačica izvorne stranice od 4. siječnja 2009. (Wayback Machine)
- Sinovi anarhije na Metacritic
- Službeni blog Kurta Suttera, autora Sinova anarhije